# Curator
Il Curator era una figura dell'antica Roma a cui erano riservati particolari incarichi pubblici, nell'ambito del cursus honorum dell'ordine senatorio. 
Un curatore (in latino curator , plurale curatores ) è nell'antica Roma e più in particolare sotto l'Impero Romano un magistrato o un funzionario imperiale incaricato di missioni amministrative in un campo preciso, come l'approvvigionamento o la gestione del patrimonio pubblico a Roma o nelle Province. Questa figura venne promossa dal primo imperatore romano, Augusto.
La Repubblica Romana non aveva un sistema amministrativo e la gestione del demanio era di competenza dei magistrati eletti, censori e consiglieri comunali. Poiché i censori non erano più nominati dal regno di Augusto, furono gradualmente sostituiti da curatori scelti dall'imperatore tra gli ex pretori o ex consoli ed i cui nomi furono approvati dal Senato. La funzione di curatore dà diritto al pretesto di indossare la toga, al seggio del curule e a due littori quando si viaggia fuori Roma. Se all'inizio la collegialità dei senatori istituita per ciascuna curatela conserva un aspetto repubblicano, i responsabili dipendono interamente dall'imperatore, che li nomina per il tempo che ritiene opportuno e li paga con il fondo imperiale, il fiscus , poi molto rapidamente uno passa a una o due teste di responsabilità.
- Curator aedium sacrarum, responsabile della cura degli edifici sacri (templi);[4]
- Curator alvei Tiberis et riparum et cloacarum sacrae urbis, responsabile dell'alveo del fiume Tevere, delle sue rive (contro possibili esondazioni) e delle fognature della città di Roma antica;[1][5]
- Curator annonae (o anche curator rei frumentariae[1]), responsabile degli approvvigionamenti (es. nella legione romana), a cui spettava anche il compito di gestire gli elenchi degli aventi diritto al mantenimento;
- Curator aquarum, responsabile degli acquedotti;[1][6]
- Curator navium marinarum, responsabile di flottiglia marina;[7]
- Curator operum publicorum, curatore delle opere pubbliche;[1][8]
- Curator ventris, curatore speciale il cui compito era di conservare i beni che sarebbero spettati al nascituro;
- Curator veteranorum, responsabile dei veterani;[9]
- Curator viarum, responsabile delle vie romane;[1][10]

## Curatori per Roma e il Tevere
Per completare le missioni dei censori, Augusto affida i lavori di manutenzione della città alle commissioni dei senatori consolari:
- curatori dell'acqua ( curatores aquarum publicarum ), nell'11 a.C. J.-C.
- curatori di edifici pubblici e templi ( curatores operum publicorum et aedium ), alla fine del regno di Augusto

I successori di Augusto hanno creato altri incarichi che forniscono servizi pubblici a Roma:
- curatori del letto e delle rive del Tevere e delle fogne del Comune ( curatores alvei Tiberis, riparum e cloacarum Urbis[2]),
- procuratore ad Miniciam , incaricato della distribuzione dell'annuncio che è stato fatto al portico di Minicius, da cui il nome ad Miniciam , creato sotto Claude,
- procuratore delle biblioteche pubbliche ( procurator bibliecarum ), creato sotto Claudio, affidato a un liberto, poi a un cavaliere.

Tra il regno di Commodo e quello di Eliogabalo, poi da Filippo l'Arabo, la gestione fiduciaria delle acque fu estesa per controllare la distribuzione del grano.

### Curatori del Tevere e delle fogne
Questa missione è necessaria per l'igiene del Comune, ma anche per la gestione delle rive del Tevere, il cui alveo varia a causa delle frequenti alluvioni.
Dopo le inondazioni del 12 e 15 d.C. D.C., Tiberio incarica due senatori, il curatore dell'acqua Ateius Capiton e Lucius Arruntius, di gestire le conseguenze delle alluvioni. Quindi Tiberio istituì una commissione di cinque senatori consolari estratti a sorte e incaricati della manutenzione e del funzionamento delle banche da Roma a Ostia. Sotto Claude, il curatore del letto e delle rive del Tevere ( curatore alvei Tiberis e riparum ) non è più estratto a sorte, ma nominato dall'imperatore. Sembra che la commissione di cinque membri è mantenuto, forse fino alla metà del ii °  secolo. Da Traiano la responsabilità si estende alle fogne di Roma ( cloacarum Urbis ). Intorno al 180 l'organizzazione fu completata con un annesso ad Ostia, affidato a un cavaliere.
Il curatore interviene per impedire il sequestro da parte di privati di terreni pubblici sulle rive del Tevere, e ne rifa i confini quando un'alluvione cambia corso. Pulisce e cura le rive e le banchine del porto di Roma e supervisiona le corporazioni di barcaioli che servono il fiume.

### Curatori di edifici pubblici e templi
Il carico è organizzato gradualmente. In una data indeterminata, forse dopo l'incendio del foro nel 12 aC. D.C., Augusto crea una commissione di cinque senatori responsabili dei lavori di ricostruzione. Un primo curatore di edifici è noto come Tiberio, e Claude organizza l'incarico, che affida a due senatori di rango consolare: uno è il curatore aedium sacrarum , responsabile degli edifici e dei luoghi sacri, l'altro, il curatore. Operum locorumque publicorum si occupa di edifici e luoghi pubblici a Roma.
La sorveglianza degli edifici pubblici è assicurata da guardie, ciascuna assegnata ad uno specifico monumento. A seconda delle esigenze, i curatori degli edifici si avvalgono di artigiani o affidano i lavori mediante gara ad appaltatori. I lavori sono finanziati dal fondo del Senato (Ærarium) e dal fisco imperiale. Al termine dei lavori, il curatore verifica la sua conformità al contratto.
Se i curatori degli edifici assicurano la gestione ordinaria del patrimonio pubblico, l'imperatore può intervenire di propria autorità nello spazio urbano e finanziario e delegare la costruzione di grandi monumenti, archi di trionfo, terme, ecc., In parallelo con il azione dei curatori.

## Curatori fuori Roma

### Curatores viarum
I primi curatori stradali ( curatores viarum ) furono istituiti da Augusto nel 20 a.C. AD, sono responsabili della supervisione della manutenzione delle principali strade in Italia. Sono nominati a questo ufficio dall'imperatore con il consenso del Senato, e scelti tra gli ex pretori, o tra gli ex consoli per i lavori più importanti di sviluppo di una nuova strada. Sono nominati per una durata variabile, a seconda del tempo richiesto. La loro remunerazione dipende dall'importanza dei canali di cui sono responsabili. Secondo le indicazioni dell'ex senatus consulto sulle tappe fondamentali, l'opera fu in parte finanziata dal Senato, almeno fino al regno di Claudio 
Tra le accuse:
- Curatori di percorsi antichi, come via Appia, via Flaminia, via Aurelia
- Curatore di Via Nomentana, stipendio da 100 anni (100.000 sesterzi all'anno)
- Curatore di via Cornelia e via Triumphalis, stipendio in sessant'anni (60.000 sesterzi all'anno)
- Curatore della rete stradale interna di Etruria, cioè i Claudii, Cassiano percorsi, Annienne e Ciminienne, essendo omessa la strada costiera della Via Aurelia. Hans-Georg Pflaum è stato stabilito in base alle iscrizioni che raccontano la carriera di lista senatori di curatori di questa rete dall'inizio del ii °  secolo alla metà del iii °  secolo, tutti di rango pretorio (ex finanziatore).

### Curatore della città
Il curatore civitatis o curator reipublicae , o logista nella parte orientale dell'impero, appare sotto gli Antonini. Cavaliere o senatore nominato a questa amministrazione dall'imperatore, è incaricato della supervisione delle finanze del comune che ha problemi di bilancio. Inizialmente puntuale ed eccezionale, questa messa sotto la tutela imperiale delle città si osserva prima nelle città d'Italia. Grazie all'epigrafia, se ne contano quasi 150 in Italia tra Traiano e Gallieno. Poi la funzione si trova in provincia si trovano in Asia sotto Adriano, a Lione la Gallia e la Sicilia a partire dalla seconda metà del II°  secolo, in Numidia e dell'Africa proconsolare sotto Settimio Severo. Le nomine in Italia e in Asia si fanno più numerose sotto Marco Aurelio, tendenza che si accentua sotto Settimio Severo, ma non diventa generale prima di Diocleziano.
Il curatore della città è nominato dall'imperatore, la funzione può essere esercitata da un "uomo onesto" senza condizione di rango, che può essere un notabile provinciale, spesso di rango equestre, o talvolta un senatore. La missione è generalmente breve, dura pochi mesi. Non sappiamo con precisione chi abbia preso l'iniziativa di chiedere la messa in amministrazione fiduciaria di una città, si suppone che il governatore o il procuratore della provincia abbia allertato l'imperatore, o forse la città ha fatto la richiesta stessa.
La missione di controllo è essenzialmente una vigilanza finanziaria volta a mettere in ordine le finanze della città e ad evitarne il fallimento: controllo degli affitti e alienazioni di beni pubblici, verifica dei conti dei magistrati a fine mandato, eliminazione degli sprechi. e appropriazione indebita. Non avendo potere giudiziario, il curatore cittadino trasferisce le controversie non risolte amichevolmente al tribunale competente, al governatore provinciale o al juridicus in Italia.
All'inizio del IV°  secolo d.C., il carico curatore città si trasforma: si diffonde e diventa permanente, per i termini annuali. Il curatore è scelto tra gli ex magistrati della città.

### Curatore del calendario
I Curatori del calendario ( curatores kalendarii , de kalendarium , libro dei debiti e dei crediti scaduti a Kalendes) sono attestati da Adriano, principalmente in Italia. Si trova anche su un'iscrizione di Ostia la denominazione curator pecuniae publicae exigendae et adtribuendae (curatore del denaro pubblico da raccogliere o distribuire). Questi curatori sono nominati in Italia dall'imperatore o nelle province dal governatore. Sono responsabili della liquidazione dei crediti e dei debiti di una comunità, di una città o di un fondo particolare, ad esempio quello dei decurioni o della plebe, e del recupero delle somme dovute dai debitori.

### Curatore dei lavori pubblici
I curatori delle opere pubbliche sono responsabili della supervisione in una città dei lavori di costruzione o restauro che l'imperatore autorizza o sovvenziona. Sono nominati dall'imperatore tra i notabili della città o di una città vicina e sono generalmente di rango equestre.